# 両口屋是清
株式会社両口屋是清（りょうぐちやこれきよ、英: RYOGUCHIYA KOREKIYO,Co.,Ltd.）は、日本の和菓子製造メーカー。名古屋市の老舗和菓子屋として知られている。
両口屋是清の名称は、尾張藩2代目藩主・徳川光友から「御菓子所 両口屋是清」の看板を拝領したことからという。

## 沿革
- 1634年（寛永11年[2]） - 初代の猿屋三郎右衛門が那古野本町（現名古屋市）で饅頭屋を開業。
- 1671年（寛文11年） - 初めて藩の御用菓子をつとめる。
- 1686年（貞享3年） - 尾張藩2代目藩主・徳川光友から「御菓子所 両口屋是清」の看板を拝領。
- 1934年（昭和9年） - 株式会社両口屋是清設立。

## 主な商品
特に餡子を用いた和菓子が多い。
- 千なり
- をちこち
- 二人静
- 紅の花
- 水羊羹
- 旅まくら
- 志なの路

## ギャラリー

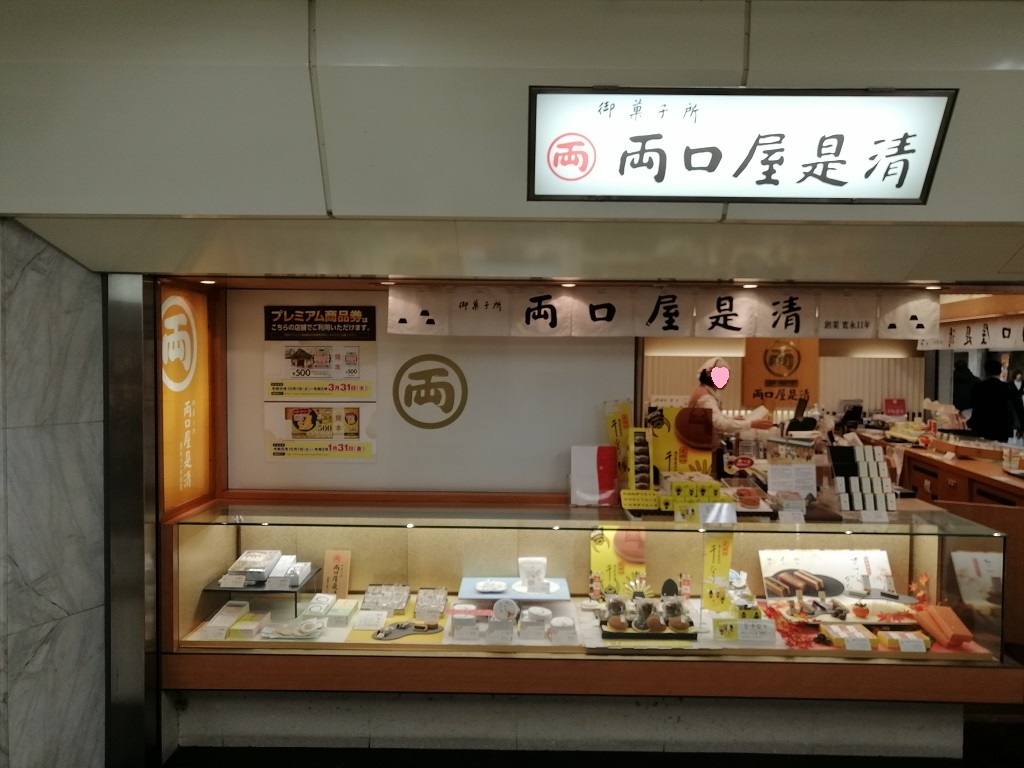
名駅地下街店
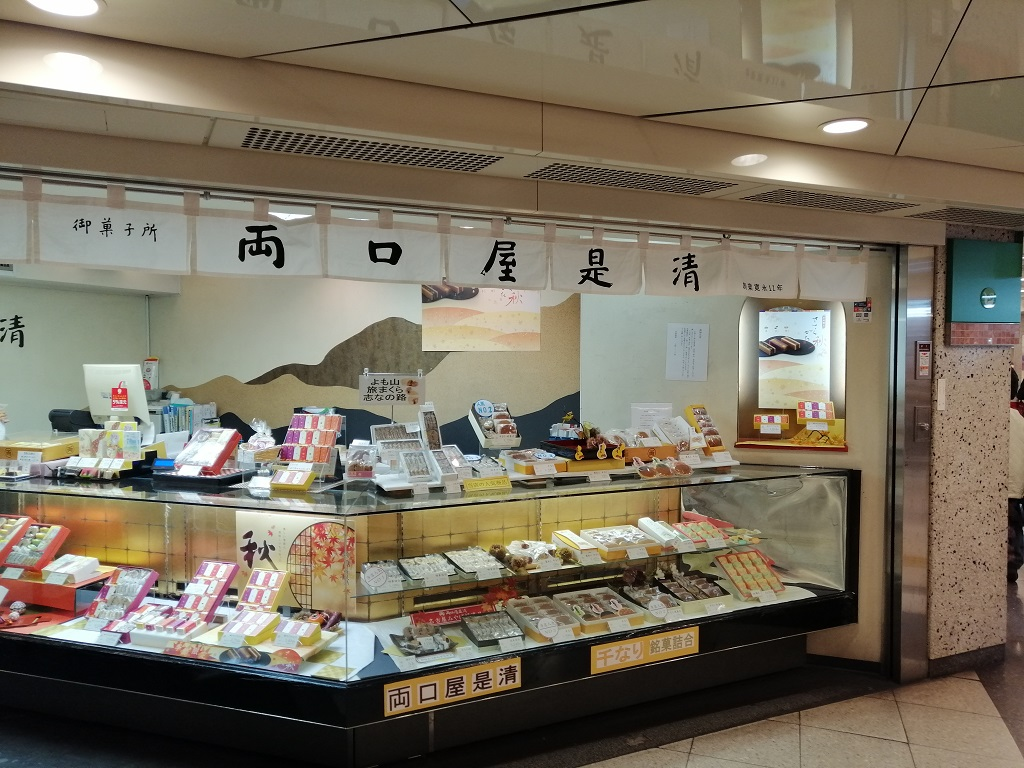
栄地下東店

## スポンサー番組
一社提供
- 東海フラッシュニュース（東海テレビ、1社提供（火曜日））
- CBCフラッシュニュース（CBCテレビ、1社提供（火曜日））